# Cariba Heine
Cariba Heine (født 1. oktober 1988) er en australsk skuespillerinde og danserinde. Hun er bedst kendt for rollen som Rikki Chadwick i tv-serien H2O: Just Add Water. Hun deltog i The UK Nickelodeon Choice Awards 2007, og The DOLLY Teen Choice 2008.
Heinie blev født i Johannesburg i Sydafrika, men flyttede sammen med sin familie til Australien i 1991, da hun var tre år gammel. Hun startede på sin mors danseskole, Legs, i Canberra. Senere startede hun i skole på Telopea Park School og Sankt Clares College. Hun var den yngste danser ved Stargazers Convation, som foregik i Sydney. Hun har siden optrådt mange steder, blandt andet i USA, hvor hun var med i musikvideoen Leave Right Now.

## Filmografi
- Strictly Dancing (2005)
- H2O: Just Add Water (2006-2010)
- Stupid, Stupid Man (2007)
- Blue Water High (2008-2010)
- The Pacific (2009)
- A Model Daughter: The Killing of Caroline Byrne (2009)
- Dance Academy (2010-)
- The Future Machine (2010)
- Blood Brothers (2011)
- Bait (2012)
- Howzat! Kerry Packer's War (2012)
- Quietus (2012) - Kortfilm